# Wetterrakete
Eine Wetterrakete ist eine von Friedrich Schmiedl entwickelte Rakete zur Erforschung des Zustandes der höheren Atmosphäre außerhalb der Reichweite von Radiosonden. Wetterraketen bestehen daher üblicherweise nur aus zwei Teilen: aus dem Antrieb sowie der Nutzlast, welche verschiedene Messinstrumente umfasst.
Als Wetterraketen bezeichnet man auch Raketen zur Beeinflussung des Wetters. Hierfür werden Raketen mit Silberjodid über regenarmen Gebieten (Ackerbau) gezündet, um diese gezielt zu bewässern.